# Mois de la Photo
Il Mois de la Photo è un'importante manifestazione artistica consacrata alla fotografia nata nel 1980 a Parigi che si svolge ogni due anni nel mese di novembre e che ha avuto come fondatore Jean Luc Monterosso.
La manifestazione coinvolge diverse istituzioni culturali (Maison Européenne de la Photographie, Jeu de Paume, BNF, Fondation Cartier,...) oltre a numerose gallerie parigine.
Nel 2004 dalla manifestazione è sorto il Mois Européen de la Photographie, che ha visto coinvolte nella prima edizione le città di Parigi, Berlino e Vienna e in seguito Roma, Mosca e Bratislava.